# Камыш-Башы (Сузакский район)
Камыш-Башы (кирг. Камыш-Башы) — село в Сузакском районе Джалал-Абадской области Кыргызстана. Входит в состав Сузакского айылного аймака.

## География
Село расположено в юго-восточной части области, на правом берегу реки Кёгарт, на расстоянии приблизительно 1,5 километра (по прямой) к северу от села Сузак, административного центра района. Абсолютная высота — 751 метр над уровнем моря.

## Население
Согласно оценочным данным Национального статистического комитета Кыргызской Республики, численность населения села на начало 2023 года составляла 1853 человека.
| год     | 2009 | 2014 | 2015 | 2020 | 2021 | 2023 |
| ------- | ---- | ---- | ---- | ---- | ---- | ---- |
| человек | 1130 | 1284 | 1296 | 1633 | 1736 | 1853 |